# Kripieckoje-2
Kripieckoje-2 (ros. Крипецкое-2) – wieś(dieriewnia) w Rosji, w obwodzie pskowskim, w rejonie pskowskim. W 2010 liczyła 122 mieszkańców.